# Wieronika Skworcowa
Wieronika Igoriewna Skworcowa, ros. Вероника Игоревна Скворцова (ur. 1 listopada 1960 w Moskwie) – rosyjska działaczka narodowa, minister ochrony zdrowia od 2012 roku. Neurolog, neurofizjolog, od 2004 roku członek-korespondent Rosyjskiej Akademii Nauk Medycznych. Posiada tytuł doktora nauk oraz profesora.

## Wykształcenie i kariera
Urodziła się w rodzinie lekarskiej - członkowie jej rodziny od pięciu pokoleń zostają lekarzami. W 1977 roku ukończyła szkołę wyróżniona złotym medalem. Ukończyła w 1983 roku z wyróżnieniem Uniwersytet Medyczny w Moskwie ze specjalizacją pediatra. W latach 1983–1985 była rezydentką w katedrze neurologii tegoż uniwersytetu. W 1988 zakończyła aspiranturę i obroniła tam tytuł kandydata nauk. W katedrze tej pracowała do roku 1997 kolejno na stanowiskach starszego laboranta, asystenta oraz docenta. W 1989 roku została kierownikiem jednego z pierwszych w Rosji oddziału neurorehabilitacji w moskiewskim szpitalu. W 1993 roku otrzymała tytuł doktora nauk. Tytuł jej pracy naukowej to Kliniczny oraz neurofizjologiczny monitoring, metaboliczna terapia w ostrym okresie zawału mózgu (Клинический и нейрофизиологический мониторинг, метаболическая терапия в остром периоде ишемического инсульта). Cztery lata później została kierownikiem nowo otwartej katedry Fundamentalnej oraz klinicznej neurologii i neurochirurgii na Uniwersytecie Medycznym. W 1999 roku otrzymała tytuł profesora oraz zainicjowała utworzenie Narodowego Programu do spraw walki z zawałem mózgu, którego honorowym przewodniczącym zostaje do dziś (2017). Od 2005 roku przewodzi Naukowo-badawczemu instytutowi ds. zawału mózgu na swojej macierzystej uczelni.
W lipcu 2008 roku została Wiceministrem Ochrony Zdrowia oraz Rozwoju Socjalnego, a 21 maja 2012 roku Ministrem Ochrony Zdrowia. Funkcję tę pełniła do 21 stycznia 2020 roku. Następnego dnia została powołana na prezesa Federalnej Biomedycznej Agencji.

## Działalność naukowa
Jest autorem ponad 400 prac naukowych. Członek Komisji Naukowej Europejskiej Federacji Towarzystw Neurologicznych. wiceprzewodnicząca Wszechrosyjskiego Towarzystwa Neurologów, honorowy prezes Państwowego Towarzystwa do Walki z Udarem Mózgu oraz jego przedstawiciel przy Światowej Organizacji Udaru Mózgu.

## Odznaczenia
- Order „Za zasługi dla Ojczyzny” IV klasy (2018)
- Order Aleksandra Newskiego (2014)
- Order Pirogowa (2020)
- Order Honoru (2008)
- Zasłużony Działacz Nauki Federacji Rosyjskiej
- Laureat Nagrody im. N.I. Pirogowa przyznawanej przez Rosyjski Państwowy Naukowy Uniwersytet Medyczny
- Laureat Nagrody władz Mokswy w dziedzinie medycyny

## Rodzina
Ma męża oraz syna Georgija, który podobnie jak matka ukończył szkołę wyróżniony złotym medalem oraz studiował na tej samej uczelni, gdzie obecnie pracuje.